# Iglesia católica en Bélgica

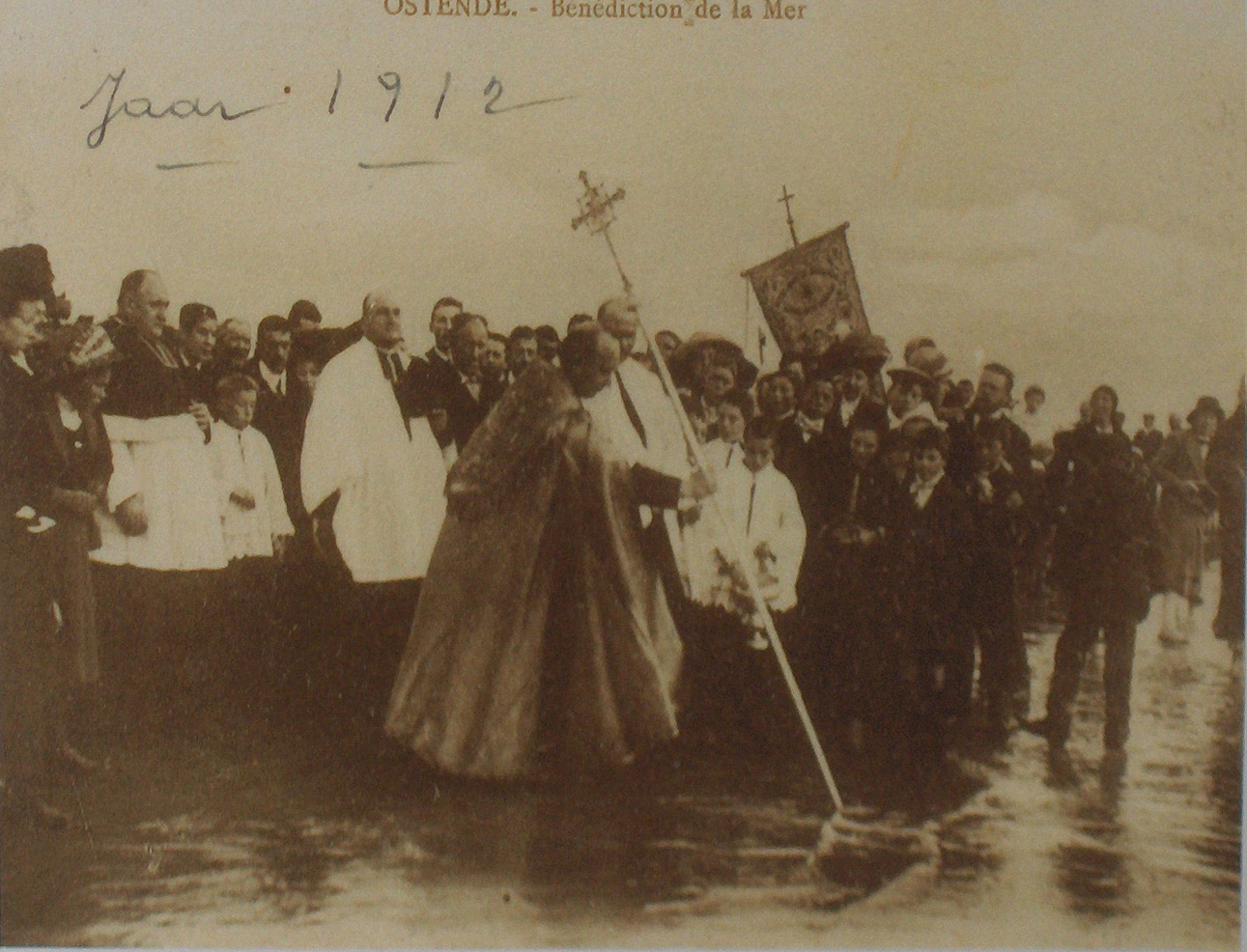
Bendición del mar del norte-1912

La Iglesia católica tiene más de siete millones de fieles en Bélgica, esto es alrededor de tres cuartos de la población. Sin embargo, como en otros países de Europa, la secularización ha golpeado muy fuerte a Bélgica; Los fieles han dejado de atender a misa los domingos por más de un 10%. Bélgica se divide en ocho diócesis, incluyendo una archidiócesis.

## Trata de menores
El medio Het Laatste Nieuws (HLN) denunció que la Iglesia se apropió de 30.000 bebés entre 1945 y 1980, presentando testimonios de múltiples mujeres belgas. Muchos de estos bebés siguen buscando su identidad real ya de adultos y afirman que la Iglesia los vendió a sus familias adoptivas. En 2023 la Iglesia pidió disculpas y declaró que apoya una investigación al respecto.